# Chiến tranh giữa các vì sao: Sự trở lại của Jedi
Sự trở lại của Jedi (tựa gốc tiếng Anh: Return of the Jedi), hay được viết đến với tên gọi Chiến tranh giữa các vì sao: Tập VI – Sự trở lại của Jedi (tựa gốc tiếng Anh: Star Wars: Episode VI – Return of the Jedi) là một bộ phim kinh kịch vũ trụ sử thi của Mỹ năm 1983 do Richard Marquand đạo diễn. Kịch bản của Lawrence Kasdan và George Lucas từ một câu chuyện của Lucas, người cũng là giám đốc sản xuất. Là phần tiếp theo của Chiến tranh giữa các vì sao (1977) và Đế chế phản công (1980), đây là phần thứ ba trong bộ ba Chiến tranh giữa các vì sao gốc, phim thứ ba sẽ được sản xuất và là phim thứ sáu theo thứ tự thời gian trong "Skywalker Saga". Phim có sự tham gia của các diễn viên Mark Hamill, Harrison Ford, Carrie Fisher, Billy Dee Williams, Anthony Daniels, David Prowse, Kenny Baker, Peter Mayhew và Frank Oz.
Lấy bối cảnh một năm sau khi Đế chế phản công, Đế chế Thiên hà đang xây dựng Ngôi sao Tử thần thứ hai để tiêu diệt Liên minh Nổi loạn. Với thông tin có được rằng Đế chế sẽ ở trên tàu, Hạm đội Nổi loạn khởi động một cuộc tấn công toàn diện vào Ngôi sao Tử thần với hy vọng tiêu diệt nó và cả Đế chế. Trong khi đó, anh hùng của quân Nổi loạn Luke Skywalker, giờ đã trở thành Hiệp sĩ Jedi, đấu tranh để đưa cha mình, Darth Vader, trở lại mặt sáng của Thần lực.
Sau cuộc thảo luận của Lucas và Kasdan về việc làm Sự trở lại của Jedi, bộ phim đã được đưa vào sản xuất. Steven Spielberg, David Lynch và David Cronenberg được cân nhắc chỉ đạo dự án trước khi Marquand ký hợp đồng làm đạo diễn. Đội ngũ sản xuất đã dựa vào bảng phân cảnh của Lucas trong quá trình tiền sản xuất. Trong khi viết kịch bản quay phim, Lucas, Kasdan, Marquand và nhà sản xuất Howard Kazanjian đã dành hai tuần để thảo luận về các ý tưởng để xây dựng nó. Lịch trình của Kazanjian đã thúc đẩy quá trình quay bắt đầu sớm vài tuần để cho phép Industrial Light & Magic nhiều thời gian hơn để xử lý các hiệu ứng của bộ phim trong quá trình hậu kỳ. Quá trình quay phim diễn ra ở Anh, California và Arizona từ tháng 1 đến tháng 5 năm 1982.
Phim ra rạp vào ngày 25 tháng 5 năm 1983, với nhiều đánh giá tích cực. Phim thu về 374 triệu đô la trong thời gian đầu ra rạp, trở thành phim có doanh thu cao nhất năm 1983 . Một số bản phát hành lại và sửa đổi của bộ phim đã theo sau nhiều thập kỷ, điều này cũng đã nâng tổng doanh thu của bộ phim lên 475 triệu đô la. Thư viện Quốc hội Hoa Kỳ đã chọn nó để bảo quản trong Viện lưu trữ phim quốc gia vào năm 2021. Sau khi Lucas hoàn thành câu chuyện sáu phim của mình bằng cách làm bộ ba phần tiền truyện, Disney đã mua Lucasfilm và sản xuất ba phần hậu truyện. Ngoài ra, hãng đã phát hành The Mandalorian, loạt phim truyền hình hành động trực tiếp đầu tiên trong nhượng quyền thương mại, cho dịch vụ phát trực tuyến Disney+. Loạt phim và phần ngoại truyện của nó được lấy bối cảnh năm năm sau Sự trở lại của Jedi.

## Nội dung
Trong nỗ lực giải cứu Han Solo khỏi tên trùm tội phạm Jabba người Hutt, C-3PO và R2-D2 được gửi đến cung điện của Jabba tại hành tinh Tatooine như là hai món hời để tỏ thiện chí của Luke Skywalker. Cải trang thành một thợ săn tiền thưởng, Công chúa Leia thâm nhập vào cung điện cùng với Chewbacca và giải cứu cho Han, nhưng cô bị bẫy và bắt làm nô lệ. Luke đến ngay sau đó, nhưng bị vứt xuống hố rancor của Jabba làm trò tiêu khiển, anh giết được con quái vật và sống sót. Jabba đưa Luke và Han đến một cái hố Sarlacc. Luke đã giấu thanh kiếm ánh sáng của mình bên trong R2-D2, chớp đúng thời cơ, Luke tự giải thoát cho mình và chiến đấu với đám cận vệ của Jabba trong khi Leia sử dụng chỗ xiềng xích để thắt cổ Jabba. Họ hội ngộ với Hạm đội của Liên minh Nổi dậy, còn Luke thì trở về Dagobah, nơi anh thấy Sư phụ Yoda đang nằm trên giường bệnh. Yoda xác nhận rằng Darth Vader, từng được biết đến với cái tên Anakin Skywalker, chính là cha của Luke, và linh hồn của Obi-Wan Kenobi cũng tiết lộ rằng Leia chính là người em gái sinh đôi của Luke. Bậc thầy Jedi nói với Luke rằng anh phải đối mặt với Vader một lần nữa để hoàn thành khóa huấn luyện và lật đổ Đế chế. Yoda biến mất và trở thành một với Thần lực.
Liên minh Nổi dậy hay tin Đế chế đã xây dựng một Ngôi sao Tử thần mới dưới sự giám sát Hoàng đế. Trạm chiến đấu này được bảo vệ bởi một lá chắn năng lượng, Han dẫn đầu một đội tấn công để phá hủy máy tạo khiên trên mặt trăng rừng Endor; làm như vậy sẽ cho phép một phi đội chiến đấu tiêu diệt được Ngôi sao chết. Luke và Leia đi cùng nhóm tấn công đến Endor trên một tàu con thoi họ đánh cắp được từ Đế chế. Họ chạm trán một bộ tộc Ewok và sau một cuộc xung đột ban đầu, họ trở thành bè bạn. Vào đêm đó, Luke nói với Leia rằng cô chính là em gái của mình, Vader là cha của họ và anh phải đương đầu với ông ta. Đầu hàng quân đội Đế chế, Luke được đưa đến trước Vader, anh cố gắng thuyết phục cha mình trở về từ mặt sáng của Thần lực.
Vader đưa Luke lên Ngôi sao chết để diện kiến trước Hoàng đế, với ý định đưa Luke về mặt tối. Hoàng đế tiết lộ rằng Ngôi sao chết đã có thể hoạt động và Hạm đội Nổi dậy sắp rơi vào một cái bẫy. Trên Endor, đội của Han bị lực lượng Đế chế bắt giữ, nhưng một cuộc phản công của người Ewok cho phép phiến quân xâm nhập vào máy tạo khiên. Trong khi đó, Lando Calrissian dẫn đầu Hạm đội Nổi dậy trên chiếc Millenium Falcon, họ bất ngờ khi khiên của Ngôi sao vẫn hoạt động, và hạm đội Đế chế đã chờ sẵn họ. Hoàng đế cám dỗ Luke để lộ cơn giận dữ của mình và khiến Luke giao chiến với Vader trong một trận đấu kiếm ánh sáng. Vader biết được rằng Luke có một người em gái và đe dọa sẽ bắt cô sang mặt tối. Phẫn nộ, Luke tấn công và cắt đứt bàn tay máy móc của cha ông. Hoàng đế dụ dỗ Luke giết Vader và trở thành học trò mới của hắn, nhưng Luke từ chối, tuyên bố rằng anh là một Jedi như cha anh đã từng. Thất vọng, Hoàng đế tra tấn Luke bằng Thần lực. Không muốn để con trai mình chết, Vader sát hại Hoàng đế,nhưng Palpatine chưa chết. Đáp ứng nguyện vọng cuối của cha, Luke gỡ bỏ mặt nạ của Vader và Anakin đã chuộc lỗi chết trong vòng tay của Luke.
Sau khi đội mặt đất phá hủy bộ tạo khiên, Lando dẫn đầu một nhóm phi công tiến vào lõi Ngôi sao và phá hủy lò phản ứng chính của nó. Trạm chiến đấu bị hủy diệt và Luke trốn thoát trên một chiếc tàu con thoi với thi thể của cha mình. Trên Endor, Leia tiết lộ với Han rằng Luke là anh trai của cô và họ hôn nhau. Luke hỏa táng thi thể của Anakin trên giàn thiêu. Đế chế cuối cùng đã sụp đổ và trong bữa tiệc ăn mừng chiến thắng, Luke nhìn thấy linh hồn của Yoda, Obi-Wan và Anakin vẫn dõi theo mình.

## Dàn diễn viên
- Mark Hamill vai Luke Skywalker: Một trong những Jedi cuối cùng, được huấn luyện bởi sư phụ Obi-Wan và Yoda, anh cũng là một phi công lái chiến đấu cơ X-wing giỏi
- Harrison Ford vai Han Solo: Một tên buôn lậu đã giải nghệ, giờ đây anh giúp quân Nổi dậy chống lại Đế chế. Han là bạn thân của Luke và Leia, đồng thời là người tình của Leia
- Carrie Fisher vai Leia Organa: Cựu công chúa của hành tinh Alderaan, lãnh đạo của quân Nổi dậy; em sinh đôi của Luke, và người tình của Han
- Billy Dee Williams vai Lando Calrissian: Cựu Quản trị viên nam tước của Thành phố Mây và là bạn lâu năm của Han
- Anthony Daniels vai C-3PO: Người máy thủ tục hình người phục vụ quân Nổi dậy
- Peter Mayhew vai Chewbacca: Một người Wookiee, là bạn tri kỉ của Han và phục vụ quân Nổi dậy
- Kenny Baker vai R2-D2: Droid không gian, bạn của Luke, và bạn lâu năm của C-3PO. Baker cũng đóng vai một con người máy GONK ở hậu cảnh.
- Ian McDiarmid vai Hoàng đế: Người trị vì tối cao của Đế chế Thiên hà và Chủ nhân Sith của Darth Vader
- Frank Oz vai Yoda: Bậc thầy Jedi thông thái và đã 900 tuổi, ông sống ở Dagobah và huấn luyện Luke.
- David Prowse vai Darth Vader: Một chúa tể Sith hùng mạnh, đứng thứ hai trong quân đội Đế chế, là cha của Luke và Leia

- James Earl Jones lồng tiếng Darth Vader
- Sebastian Shaw vai Anakin Skywalker: Sau khi đánh bại Đế chế, Vader được chuộc tội và hiện về dưới linh hồn của Anakin.
- Hayden Christensen vai linh hồn Anakin: Trong bản DVD 2004 của bộ ba gốc, diễn viên thể hiện Anakin trong Star Wars: Episode II – Attack of the Clones và Star Wars: Episode III – Revenge of the Sith đã thay thế Shaw đóng vai linh hồn của Anakin; sự thay đổi này có ý định đưa Return of the Jedi mach lạc hơn với toàn bộ sử thi.

- Alec Guinness vai Obi-Wan Kenobi: Một bậc thầy Jedi quá cố, người tiếp tục dạy bảo Luke sau khi ông đã mất